# Séminaire théologique baptiste du Sud
Le Séminaire théologique baptiste du Sud (anglais : Southern Baptist Theological Seminary) est un institut de théologie baptiste à Louisville (Kentucky), aux États-Unis. Il est affilié à la Convention baptiste du Sud. L'école offre des formations de théologie évangélique. 

## Histoire
L'école est fondée par la Convention baptiste du Sud à Greenville (Caroline du Sud) en 1859.  En 1877, elle déménage à Louisville (Kentucky) .  En 2019, l’école arrivait en 1ère position des séminaires évangéliques aux États-Unis pour le nombre d’inscriptions avec 1,731 étudiants à plein temps.
En octobre 2022, le séminaire théologique baptiste du Sud adopte une résolution indiquant que seuls les hommes peuvent être pasteurs. Pour Albert Mohler, président de Séminaire théologique baptiste du Sud : « Nos administrateurs SBTS ont fait une déclaration importante la semaine dernière, en adoptant une résolution unanime définissant le pasteur à la fois comme fonction et office et limité aux hommes par les Écritures, comme l’ont confessé les baptistes du Sud ».
Pour l'année 2021-2022, elle comptait 4,448 étudiants.

## Programmes
L’école offre des programmes en théologie évangélique, dont des baccalauréats, masters et des doctorats .

## Affiliations
Il est affilié à la Convention baptiste du Sud.